# HD 82573
HD 82573，又名BD-18 2708，SAO 155273、HR 3796，是一颗恒星，视星等为5.74，位于銀經251.46，銀緯23，其B1900.0坐标为赤經9h 27m 41.5s，赤緯-18° 23′ 31″。